# Micoquienkulturen

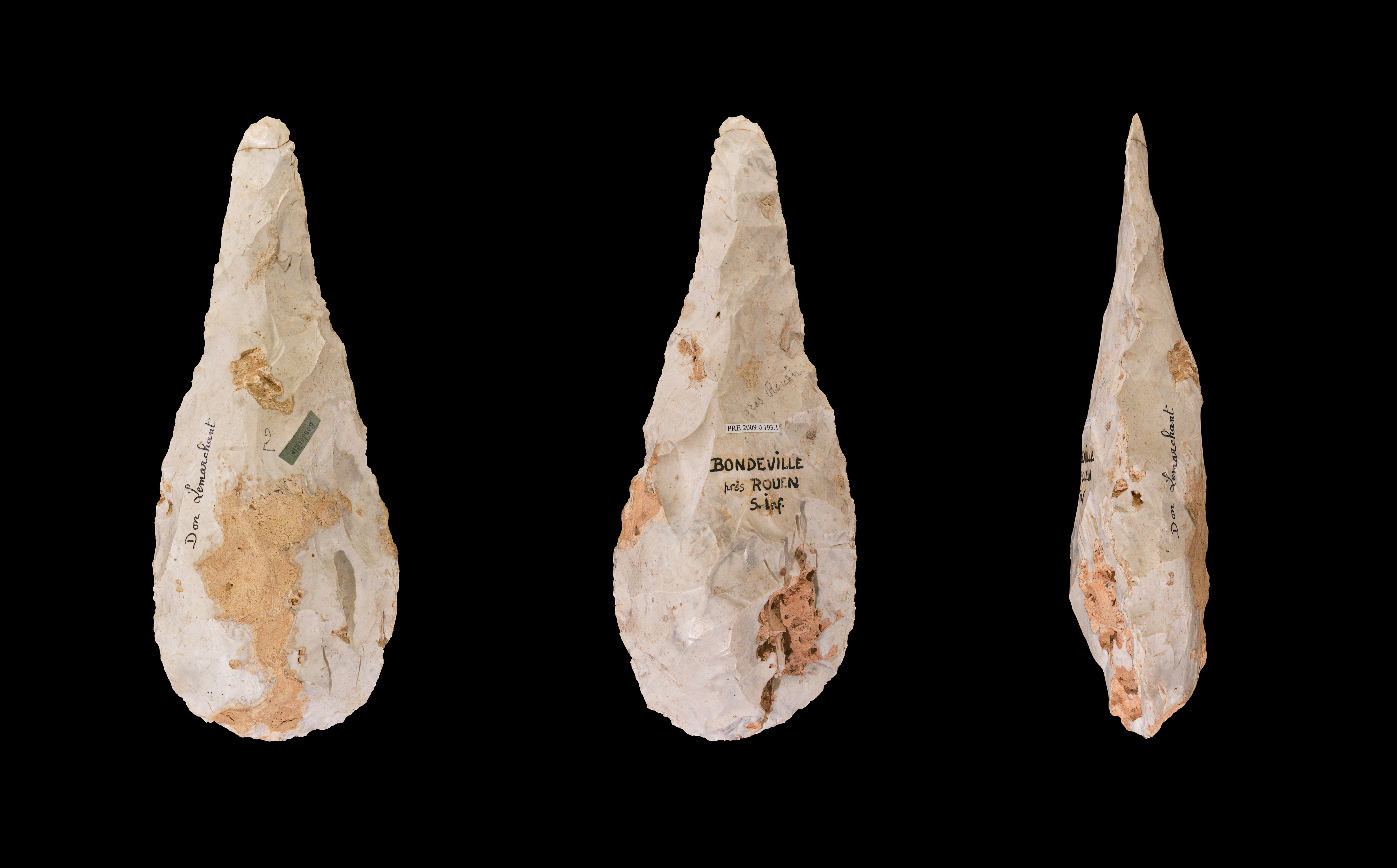

Micoquienkulturen är en tidig mellanpaleolitisk kultur, som fanns under sista interglacialen mellan Riss och Würm och under en tidig episod av Würm-nedisningen cirka 130 000 till 60 000 f.Kr.

## Stenteknologi
Micoquien kännetecknas  tekniskt av handyxor, tvåsidigt tillhuggna men asymmetriska handkilar (engelska bifacies). Kulturens upptäckare och namngivare var arkeologen och antikhandlaren Otto Hauser. De specialformade handkilarna från La Micoque har oftast en rundad bas. Problemet med termen Micoquien är att senare utgrävningar har avslöjat att La Micoque-kilarna började tillverkas mycket tidigare, och de dateras nu till så tidigt som under Rissnedisningen.
En vanligare artefakt från Micoquien är så kallade Keilmesser (tvåsidigt slagna knivar), som har en tydligare kronologi i Centraleuropa. Av detta skäl har vissa arkeologer föreslagit att ersätta termen Micoquien  med Keilmesser-gruppen. Micoquien-artefakter är spridda över hela Östeuropa och Centraleuropa. 
Hauser sålde sedan ett stort antal så kallade Micoquien-handyxor som han hittade vid utgrävningar i La Micoque (i Les Eyzies-de-Tayac-Sireuil i Dordogne, Frankrike) till museer och samlare.

## Micoquienkulturens ursprung
I vilket område  Micoquienkulturen har uppkommit är inte klarlagt med säkerhet, även om de äldsta kända resterna verkar ha hittats i Central- och Östeuropa, där det också finns en äldre kvasi-mikrolitisk kultur utan dessa handkilar (bifacies) kanske relaterad till Tayacian. Denna kultur kallas Taubachian och namnet kommer från ett distrikt i staden Weimar i Tyskland. Den har en spridning till de periglaciala och boreala miljöerna i Europa mellan östra Frankrike, Polen och norra Kaukasus.

## Beskrivning
Micoquian kännetecknas av produktion av långsträckta och asymmetriska handkilar (bifaces), med tunna spetsar och något konkava kanter. (Se bild).

## DNA- studier
År 2020 analyserades DNA i en neandertalmolar S5000 rum, som hittades i ett Micoquian-sammanhang i Stajnia-grottan i Polen. Det är det äldsta fyndet av neandertallämningar i Central- och Östeuropa. Studien visade också att S5000 mtDNA skiljde sig minst från Mezmaiskaya 1 Neanderthal mtDNA från norra Kaukasus, och är mer avlägset från de nästan samtida neandertalarna Scladina och Hohlenstein-Stadel. Enligt författarna till artikeln kan denna tekniska samhörighet mellan Polen och norra Kaukasus vara ett resultat av en ökad rörlighet för neandertalare under denna tid. De tvingades anpassa sin försörjningsstrategi för att klara av att leva i nya miljöer med låg biomassa och ökande jakt på smådjur. Floderna Prut och Dniestr användes troligen som de viktigaste förbindelselederna.

## Kritik
På typboplatsen La Micoque hittades inte de typiska spetsar till skillnad från de flesta platser i Central- och Östeuropa. Skillnaderna mellan litiska fyndsammansättningar har lett till att vissa forskare ifrågasätter kopplingen mellan den franska Micoquien och Keilmesser-Gruppen.

## Senare utveckling
Micoquian tros ha gett upphov till eller åtminstone påverkat Jerzmanowicien (LRJ-komplexet), Szélétien och Streletskien, litiska kulturer under tidig senpaleolitiken i norra och mellersta Europa. Bábonyian var en sen micoquiansk kultur i Centraleuropa, som fått namnet från platsen Sajóbábony i Bükkbergen i Ungern, sägs i sin tur ha påverkat Szélétien.